# Азиатская сага
«Азиатская сага» (англ. Asian Saga) — цикл произведений американского писателя Джеймса Клавелла. Общим для всех романов является место действия — Азия (отсюда и название — «Азиатская сага»). Состоит из шести произведений (список романов упорядочен по времени их первой публикации):
- «Король крыс». Написан в 1962 году, время действия — 1945 год, Сингапур, японский лагерь для военнопленных.
- «Тай-Пэн». Написан в 1966 году, время действия — 1841 год, Гонконг, 1-я книга о доме Струанов.
- «Сёгун». Написан в 1975 году, время действия — 1600 год, феодальная Япония.
- «Благородный дом». Написан в 1981 году, время действия — 1963 год, Гонконг, 3-я книга о доме Струанов.
- «Вихрь» (в российском издании — «Шамал», «Ураган»). Написан в 1986 году, время действия — 1979 год, Иран, 4-я (она же последняя) книга о доме Струанов.
- «Гайдзин». Написан в 1993 году, время действия — 1862 год, Япония, 2-я книга о доме Струанов.

## «Король крыс»
В романе «Король крыс» описываются события в лагере Чанги, располагавшемся на восточной оконечности острова Сингапур. Клавелл в своё время сам был узником этого лагеря: избрав карьеру военного и будучи участником Второй Мировой, в малайзийских джунглях попал в плен к японцам и находился в плену до конца войны в двух японских лагерях. Один был расположен на острове Ява, а другой и был Чанги. Всего в Чанги за годы войны содержалось около 50 тысяч военнопленных (из них умерло — 850). Ныне на его месте находится одноимённый международный аэропорт, который является основным аэропортом Сингапура и является главным авиационным хабом в Азии.

### Аннотация
Действие романа разворачивается в конце Второй Мировой Войны в живописном уголке Юго-Восточной Азии, а именно на острове Сингапур, в его восточной части. Но это не курортная зона для туристов. Это лагерь под названием Чанги, созданный японцами для военнопленных. Лагерь окружён джунглями, за которыми начинается море.
В лагере находилось около восьми тысяч пленников. Здесь были, в основном, англичане, а также американцы, новозеландцы и канадцы — все они принимали участие в боевых действиях на Тихом Океане. В качестве охраны здесь служили японские и корейские солдаты, а в самом лагере было частичное самоуправление, даже своя военная полиция.

## «Тай-Пэн»
В романе «Тай-Пэн» есть некоторые исторические неточности. Например: в Гонконг прибывает Великий Князь, который носит фамилию Сергеев, происходит из казаков города Караганды. Не существовало в Российской империи Великих Князей с такой фамилией и ни один казак не являлся Великим Князем, а Караганда основана в 1931 г. (статус города получила и вовсе в 1934 г.).

### Аннотация
События, описываемые в романе происходят в середине XIX века, когда кризис англо-китайских отношений достиг апогея и вылился в вооружённый конфликт, названный впоследствии Первой Опиумной войной. В самом её разгаре в 1841 году британцы захватывают у Китая Гонконг. На этом острове предприимчивые негоцианты намереваются создать базу свободной торговли.
На фоне подлинных исторических событий в романе «всплывает» фигура главного героя — шотландца Дирка Струана.

## «Сёгун»

### Аннотация
Время действия романа «Сёгун» — 1600 год, время эпохи великих географических открытий. Главный герой — англичанин Джон Блэкторн, капитан голландского военно-торгового судна, которое в числе прочих попало в шторм в Тихом Океане. Терпящее бедствие судно прибивает к берегам Японии. Уцелевшие члены команды во главе с капитаном попадают в совершенно незнакомую им страну. Здесь они никто, грязные варвары. В почти полностью закрытом от иностранцев мире течёт своя, непохожая на европейскую, жизнь. Но всё же здесь уже успели обосноваться иезуиты, держащие в своих руках торговлю с этой страной.
Благодаря своим качествам Блэкторну удаётся добиться покровительства одного из князей.
В отличие от цикла романов о доме Струанов и др., роман имеет реальную историческую основу: под именем Торонаги выведен реальный исторический персонаж — сёгун Токугава Иэясу, объединивший в 1603 году феодальную Японию, в образе Джона Блэкторна отразились реальные черты и факты биографии английского штурмана Уильяма Адамса (яп. Миура Андзин), действительно попавшего в начале XVII века в Страну Восходящего Солнца, прожившего там около 20 лет и умершего в 1620 году в возрасте 55 лет.

## «Благородный дом»
В произведении «Благородный дом» достаточно много внимания уделяется Советскому Союзу. Книга была написана в 1981 году — период эскалации гонки вооружения. Роман «грешит» многими историческими неточностями и антисоветской направленностью.

### Аннотация
Роман «Благородный дом» представляет собой огромную книгу (более 1000 страниц) со множеством персонажей и захватывающим сюжетом. Книга являет собой продолжение повествования о торговом доме Струанов. Действие разворачивается в 1963 году в Гонконге. Дела дома идут не блестяще, но всё ещё занимают значительную долю в экономике этой колонии британской короны. Чтобы остаться «на плаву», надо исправлять финансовое положение.

## «Вихрь»

### Аннотация
Роман описывает события 1979 года в охваченном революцией Иране и представляет собой заключительную часть повествования о доме Струанов. Эта страна представляла в то время сложный узел противоречий. Ситуация, которая сложилась на тот момент в стране можно охарактеризовать знаменитой фразой «война всех против всех». Основные противники — сторонники шаха Пехлеви и аятоллы Хомейни.
Каждая из группировок вершила над врагами свой суд — слепой и фанатичный. В романе «подливают масла в огонь» агенты различных разведслужб — СССР, Великобритании, Израиля, Соединённые Штаты Америки и, конечно, представители Благородного дома, семьи Струан. Нефть (которой как раз и богат Иран) становится основным бизнесом дома Струанов. В романе описывается быт и культура иранцев, а также взаимоотношения различных представителей иранского общества и пилотов вертолётной компании «Струан», обслуживающих нефтяные месторождения страны.
В конце концов вертолётная компания была вынуждена организовать операцию по спасению имущества и жизни сотрудников из охваченного революцией Ирана. Операцию назвали «Шамал» (от араб. شمال‎ — север — шамаль, устойчивый северо-западный ветер). Отсюда и соответствующее название в российском издании.

## «Гайдзин»

### Аннотация
Последний роман «Азиатской саги». Является продолжением «Тай-Пэна» и принимает сюжетную «эстафету» в 1862 году.
Япония. Конец периода Эдо. Япония всё такая же загадочная и далёкая страна для европейцев. Но она уже не столь закрыта и в неё начинает прибывать большое количество иностранцев. Все они имеют похожие цели и желания — торговля с Японией, победа над конкурентами и жажда наживы. Торговый дом Струанов смог организовать своё дело и в этой стране (а именно в Йокогаме). Старший из Струанов — Кулум болен и место главы дома готовится принять его наследник — Малкольм.
Однако Япония всё ещё феодальная страна со своими традициями, ценностями и взглядами, порой резко отличающимися от европейских. Не все японцы привечают чужаков. В стране междоусобица — военачальники соперничают друг с другом, самураи сражаются за власть и свои идеалы.

## Экранизации
Из всех шести романов «Азиатской саги» четыре было экранизировано, причём во всех четырёх экранизациях Клавелл принимал непосредственное участие: «Король крыс» (1965) — сценарист, «Сёгун» (мини-сериал, 1980) — сценарист и продюсер, Тай-Пэн (1986) — сценарист, Noble House (Благородный дом, сериал, 1988) — сценарист и продюсер. В 2024-м году роман «Сёгун» был повторно экранизирован.